# البيضان (أفلح اليمن)

تعديل مصدري - تعديل

البيضان هي إحدى قرى عزلة الجوان والقطابية بمديرية أفلح اليمن التابعة لمحافظة حجة، بلغ تعداد سكانها 157 نسمة حسب تعداد اليمن لعام 2004.